# Mount Lovenia
Mount Lovenia je hora na východě Summit County, na severovýchodě Utahu.
S nadmořskou výškou 4 029 metrů náleží mezi deset nejvyšších horských vrcholů v Utahu. Leží ve středo-západní části pohoří Uinta Mountains, které je součástí středních amerických Skalnatých hor.
Nachází se 20 kilometrů západně od nejvyšší hory pohoří a Utahu Kings Peak.